# Manodirphia
Manodirphia is een geslacht van vlinders uit de familie nachtpauwogen (Saturniidae). De wetenschappelijke naam is voor het eerst gepubliceerd in 2012 door Ronald Brechlin & Frank Meister.
De typesoort is Ormiscodes manes Druce, 1897.

## Soorten
- Manodirphia manes